# Gentianella sibirica
Gentianella sibirica är en gentianaväxtart som först beskrevs av Kusn., och fick sitt nu gällande namn av Josef Holub. Gentianella sibirica ingår i släktet gentianellor, och familjen gentianaväxter. Inga underarter finns listade i Catalogue of Life.